# 大野村 (香川県)
大野村（おおのむら）は、香川県香川郡にあった村。現在の高松市香川町大野・香川町寺井・寺井町にあたる。

## 人口
| \| 1920年（大正9年） \| 2,337人 \| \| \| 1925年（大正14年） \| 2,249人 \| \| \| 1930年（昭和5年） \| 2,346人 \| \| \| 1935年（昭和10年） \| 2,375人 \| \| \| 1940年（昭和15年） \| 2,285人 \| \| \| 1947年（昭和22年） \| 3,187人 \| \| \| 1950年（昭和25年） \| 3,187人 \| \| |         |  |
| 総務省統計局 / 国勢調査（1950年） |         |  |
| 1920年（大正9年） | 2,337人 |  |
| 1925年（大正14年） | 2,249人 |  |
| 1930年（昭和5年） | 2,346人 |  |
| 1935年（昭和10年） | 2,375人 |  |
| 1940年（昭和15年） | 2,285人 |  |
| 1947年（昭和22年） | 3,187人 |  |
| 1950年（昭和25年） | 3,187人 |  |

## 歴史
- 1890年2月15日 - 町村制施行に伴い、香川郡大野村、寺井村（てらいむら）が合併し、大野村が発足。
- 1955年4月1日 - 川東村・浅野村と合併し、香川町が発足。同日付で大野村を廃止。